# Lončenina Kamares
Lončenina Kamares je značilna vrsta minojske keramike, proizvedene na Kreti v minojskem obdobju in sega v srednjeminojsko obdobje IA (približno 2100 pr. n. št.). Ime je dobila po najdbi v jami svetišča na Kamaresu na gori Ida leta 1890. Do poznominojskega obdobja IA (približno 1450 pr. n. št.) ali do konca obdobja prve palače se ti izdelki zmanjšajo v distribuciji in 'vitalnosti'. Tradicionalno so jih razlagali kot prestižni artefakt, ki so ga morda uporabljali kot elitno namizno posodo.
Krasitev izdelkov Kamares je običajno izvedena v beli, rdeči in modri barvi na črnem polju. Tipični modeli vključujejo abstraktne cvetlične motive. Ohranjeni primeri so  skodelice, majhni kozarci z okroglim nastavkom in veliki posode za shranjevanje (pitos), na katerih so kombinacije abstraktnih ukrivljenih vzorcev in stiliziranih rastlinskih in morskih motivov naslikane v beli barvi in odtenkih rdeče, oranžne in rumene barve na črni podlagi.
Slog Kamares je bil pogosto dodelan, s kompleksnimi vzorci na lončenini, od katerih so najboljši kosi tako tanki, da so znani kot lončenina iz jajčne lupine. Lončarsko vreteno je bilo prvič uporabljeno na Kreti za Kamaresovo posodo v MM IB in je predstavljalo prelomni trenutek v minojski keramiki, saj je omogočilo tanjše stene, kot je bilo mogoče pri ročno izdelani posodi. Izdelovali so jih v delavnicah v Fajstosu za višji sloj v obdobju stare palače. Medtem ko so jo izdelovali na Kreti, so z izdelki Kamares trgovali po Egejskem morju in vzhodnem Sredozemlju, našli pa so jih vse do Levanta in Egipta.

## Zgodovinski razvoj
Zgodnje oblike posode Kamares so se pojavile v srednjeminojskem obdobju IA (pribl. 2100 pr. n. št.). Takšna keramika se je pojavila v Knososu, na zahodnem dvoru palače, v Mochlosu in Vasilikiju na vzhodni Kreti, pa tudi v Patrikiesu na planoti Mesara na južni Kreti. Sodobno keramiko so našli tudi v Maliji.
V tej fazi se že začne polikromija v slogu svetlo-temno. Za ta slog so bile značilne bele in rdeče/oranžne barve na trdno poslikani temni podlagi.
V tem času se pojavi tudi reliefni okras, znan kot barbotin. Vključuje tridimenzionalne dekoracije, kot tudi uporabo zmesi tanke, spolzke mešanice gline in vode. Na površini posod so vidni grebeni in izbokline različnih vrst.
Nekateri učenjaki postavljajo barbotinsko posodo nekoliko prej,
Barbotinska posoda se v svojih najzgodnejših fazah, malo pred MM IA, pojavi v EM III. Slog postopoma postane bolj priljubljen in se znatno poveča v MM IA, skupaj s konservativnim zarezanim slogom, temno na svetlem slogu in belo na temnem Posoda.
V obalnih mestih vzhodnega Peloponeza so našli veliko keramike MM IA. Nekaj kosov je bilo najdenih tudi bolj vzhodno, na Samosu in na Cipru, pa tudi v Kastriju, Kiteri, kjer so se naselili nekateri Krečani.

### Srednjeminojski IB
V tem času (2000–1850 pr. n. št.) so bile v Knososu in Fajstosu zgrajene velike palače. Tam najdena keramika je danes izdelana s hitrim lončarskim vretenom; to označuje začetek klasičnega sloga Kamares.
Za lonce so danes značilne vse tanjše stene in kompleksnejši barvni okras. Nekatere značilnosti te keramike kažejo, da je bila zasnovana tako, da je videti podobna kovinskim delom (z drugimi besedami, posnemala je bronaste posode).
V El-Lištu v Egiptu (blizu piramide Amenemhata I.) je bilo najdenih več klasičnih črepinj Kamares iz MM IB ali MM II. Amenemhat I. je pripadal dvanajsti egipčanski dinastiji.

### Srednjeminojski IIA-B
Večino te keramike najdemo v palačah Knososa, Fajstosa in Malije, kar kaže, da je šlo verjetno za zelo prestižno blago. Toda na večini drugih minojskih najdišč neposredno za MM IB prihaja posoda MM IIIA. Velik horizont uničenja je viden v Knososu in Fajstosu na koncu MM IIB. To je tudi čas, ko se konča obdobje protopalacije ali Stare palače.
Najboljša posoda Kamares je zaradi svoje tankosti in nežnosti znana tudi kot posoda iz jajčnih lupin. Tradicionalno je bila okrašena s kompleksnimi abstraktnimi vzorci, toda to obdobje je zaznamovalo prve upodobitve stiliziranih rastlin in živali. Okras je v slogu svetlo-temno; bela barva, uporabljeni pa so bili številni odtenki rdeče, oranžne in rumene.

### Srednjeminojski IIIA-B
V obdobju okoli 1700 pr. n. št. so bile obnovljene palače v Knososu, Fajstosu in drugod. Medtem ko se kakovostna keramika še vedno proizvaja v izobilju, umetniški okras ni več prednostna naloga. To je znano tudi kot faza po Kamaresu.
V tem času se minojski vpliv razširi po celotnem južnem Egejskem morju in doseže grško celino.
V Egiptu so izkopali različne vrste posode Kamares. Obstaja tudi veliko egipčanskih imitacij posode Kamares:
Minojske črepinje so našli na lokacijah, kot so Avaris, Kahun, el-Haraga, Lišt in Buhen. »Minoanizirano« keramiko so našli v Sidmantu, Abidosu, Anibi, Kermi, Arminni, Deir el-Medini, Gurobu in Komu. Rabia'a.

## Galerija
Galerija del iz Arheološkega muzeja Iraklion, Kreta.
- Posode Kamares v Arheološkem muzeju Iraklion na Kreti (foto Bernard Gagnon)
- Bela in polikromirana skodelica iz Fajstosa, 1800-1700 pr. n. št. Arheološki muzej Iraklion, Kreta (foto Zde)
- Krater iz Fajstosa, 1900-1700 pr. n. št., Arheološki muzej Iraklion, Kreta (foto Olaf Tausch)
- Večbarvna posoda iz Fajstosa, obdobje stare palače (1800-1700 pr. n. št.). Arheološki muzej Iraklion, Kreta (foto Olaf Tausch)
- Pitos z ribo v mreži, Fajstos (1800-1700 pr. n. št.). Arheološki muzej Iraklion, Kreta (foto Zde)
- Posoda iz Fajstosa (1800-1700 pr. n. št.). Arheološki muzej Iraklion, Kreta (foto Zde)
- Pitos z belimi palmami na črnem ozadju (1700-1650 pr. n. št.). Arheološki muzej Iraklion, Kreta (foto Olaf Tausch)
- Lončenina Kamares Arheološki muzej Iraklion, Kreta (foto Zde)
- Skodelice (1800-1700 pr. n. št.) iz Arheološkega muzeja Iraklion na Kreti (foto Vikidim)